# Жарко Оджаков
Жарко Оджаков (англ. Žarko Odžakov, мак. Жарко Оџаков, нар. 11 листопада 1955, Скоп'є) — югославський і австралійський футболіст, що грав на позиції півзахисника, зокрема за національну збірну Австралії. По завершенні ігрової кар'єри — тренер.

## Клубна кар'єра
У дорослому футболі дебютував 1974 року виступами за команду «Вардар», в якій провів вісім сезонів, взявши участь у 109 матчах чемпіонату. 
1982 року перебрався до Австралії, де продовжив виступи на футбольному полі, спочатку за «Престон Македонія», а згодом за «Сідней Кроейша».
Завершив ігрову кар'єру у команді «Блектаун Сіті», за яку виступав протягом 1988—1990 років.

## Виступи за збірну
1985 року дебютував в офіційних матчах у складі національної збірної Австралії.
Загалом протягом трирічної кар'єри у національній команді провів у її формі 13 матчів, забивши 3 голи.

## Кар'єра тренера
Розпочав тренерську кар'єру, повернувшись до футболу після тривалої перерви, 2001 року, очоливши на батьківщині тренерський штаб «Вардара».
Згодом протягом 2002–2003 років працював із молодіжною збірною Македонії.